# Dipteris quinquefurcata
Dipteris quinquefurcata är en ormbunkeart som först beskrevs av Bak., och fick sitt nu gällande namn av Christ. Dipteris quinquefurcata ingår i släktet Dipteris och familjen Dipteridaceae. Inga underarter finns listade.